# Creig Flessel
Creig Flessel, född 2 februari 1912 i Huntington, Long Island, New York, död 17 juli 2008, var en amerikansk serietecknare och en av grundarna av serieförlaget DC Comics. Var en av få överlevande från seriernas "gyllene era" som varade från början av 1930-talet till slutet av 1940-talet. Flessel var väldigt vital och tecknade serier ända till sin död vid 96 års ålder. 